# Donna Summer (album)
Donna Summer – album amerykańskiej piosenkarki Donny Summer wydany w 1982 roku przez Geffen Records.
Płytę wyprodukował Quincy Jones, co było zamysłem szefa wytwórni Geffen. Była to pierwsza w karierze płyta Summer, nad którą nie pracowali jej stali współpracownicy Giorgio Moroder i Pete Bellotte. Generalnie materiał został utrzymany w stylu R&B, z elementami rocka w utworze „Protection”, który napisał Bruce Springsteen. Z albumu pochodził spory przebój „Love Is in Control (Finger on the Trigger)”, a także kolejne single „State of Independence” – cover piosenki duetu Jon and Vangelis, „The Woman in Me” oraz „Protection”. Płyta spotkała się ze względnym sukcesem komercyjnym i została certyfikowana jako złota w USA.

## Lista utworów
Strona A
1. „Love Is in Control (Finger on the Trigger)” – 4:18
2. „Mystery of Love” – 4:25
3. „The Woman in Me” – 3:55
4. „State of Independence” – 5:50

Strona B
1. „Livin’ in America” – 4:41
2. „Protection” – 3:35
3. „(If It) Hurts Just a Little” – 3:52
4. „Love Is Just a Breath Away” – 3:55
5. „Lush Life” – 6:26

## Notowania
| Kraj                              | Pozycja | Certyfikat  |
| --------------------------------- | ------- | ----------- |
| Australia                         | 45      |             |
| Austria                           | 19      |             |
| Francja                           | 17      |             |
| Hiszpania                         | 9       |             |
| Holandia (MegaCharts)             | 4       |             |
| Kanada                            | 32      |             |
| Niemcy (Media Control)            | 37      |             |
| Norwegia (VG-lista)               | 3       |             |
| Stany Zjednoczone (Billboard 200) | 20      | złota płyta |
| Szwecja (Sverigetopplistan)       | 2       |             |
| Wielka Brytania (UK Albums Chart) | 13      |             |